# توقف دوران التبريد العميق
توقف دوران التبريد العميق عبارة عن أسلوب جراحي يتضمن تبريد جسم المريض ووقف الدورة الدموية. ويتم استخدامه في جراحة القلب للسماح بإجراء العملية في قوس الأبهر وفي الجراحة العصبية لعلاج الورم الوعائي للدماغ.
يتطلب الإجراء الحفاظ على المريض في حالة من الاستتباب في 12 - 18 درجة مئوية مع عدم وجود تنفس أو ضربات قلب أو نشاط مخ لمدة تصل إلى ساعة واحدة. يتم تصريف الدم من الجسم للقضاء على ضغط الدم. ويعتبر المريض ميتًا سريريًا أثناء العملية.

## المدة
يتحمل معظم المرضى 30 دقيقة في «توقف دوران التبريد العميق» دون خلل عصبي كبير، ولكن عند تجاوز المدة 40 دقيقة، يُلاحظ زيادة كبيرة في حدوث إصابات في الدماغ. وإذا امتدت العملية لأكثر من 60 دقيقة، فإن الغالبية العظمى من المرضى سيعانون من إصابات حادة في الدماغ، على الرغم من أنه لا يزال هناك عدد قليل من المرضى قد يتحملون ذلك. ويزداد تحمل «توقف دوران التبريد العميق» لفترات أطول لدى حديثي الولادة والرضع مقارنة بالبالغين.

## جراحة الأعصاب
«لا تزال الإدارة الجراحية لتمدد الأوعية الدموية الدماغية العملاقة تشكل تحديًا تقنيًا رئيسًا لجراحة الأعصاب الحديثة. ولا تعد تقنيات اللف لتمدد الأوعية الدموية العملاقة بديلاً مقبولاً للتقنيات الجراحية المباشرة. ويبدو أن استخدام» توقف دوران التبريد العميق«على أنه عامل مساعد أثناء تمدد الأوعية الدموية العملاقة، يبدو أنه سينجح في علاج الإصابات غير القابلة للشفاء. يتم مناقشة آلية اختيار المريض وتقنيات جراحة وقف الدورة الدموية».